# Kamilo de Lellis
Sveti Kamilo de Lellis (Bucchianico, 25. svibnja 1550. – Rim, 14. srpnja 1614.), talijanski svetac i osnivač reda kamilijanaca.

## Životopis
Kamilo de Lellis je rođen 25. svibnja 1550. u Bucchianicu, u Abruzzima u Italiji. Rano ostaje bez majke te počinje sa skitnjom, kockanjem i kartanjem. Otac ga ubrzo upisuje u vojnu školu.
Poslije su se otac i sin spremali u lepantsku bitku. Na putu mu se otac razboli te umre. No bolest je zahvatila i Kamila i on je dao zavjet da će postati franjevac ako ozdravi. Nakon ozdravljenja zaboravio je na taj zavjet i opet želio ići u bitku. Tada mu se opet pojavi ozbiljna rana na nozi. Tada je upućen u Rim u bolnicu na liječenje. 
Nakon liječenja odlazi opet u vojsku te ratuje pod zastavom Španjolske. U jednoj pomorskoj bitki, za vrijeme oluje, ponovno ponovi zavjete koje opet zaboravi. Nakon neuspješnog ratovanja opet postaje siromah. Prilikom posjeta jednom kapucinskom samostanu doživi obraćenje.
Nakon neuspjelih pokušaja da postane članom kapucinskog reda, odlazi na rad u Rim u bolnicu Sv. Jakova. S 32 godine počinje marljivo učiti te se 1584. zaredi za svećenika. Imao je svoju manju zajednicu koja se brinula o bolesnicima, a 1591. papa Grgur XIV. ju je odobrio.
I tada počne blagotvorno djelovanje njegovih redovnika s crvenim križem na habitu. Sveti Kamilo je prednjačio svojim primjerom: dobrotom, ljudskošću i milosrđem prema bolesnicima. Kad se radilo o dobru bolesnika, za njega nijedan posao nije bio ponižavajući, nijedna usluga nešto odvratno. Godine 1607. daje ostavku na službu generalnog poglavara reda. Umro je u Rimu 14. srpnja 1614. Zaštitnik je svih bolnica, bolničara, bolesnika i umirućih.